# Epilampra unistilata
Epilampra unistilata är en kackerlacksart som beskrevs av Fisk och Schal 1981. Epilampra unistilata ingår i släktet Epilampra och familjen jättekackerlackor.
Artens utbredningsområde är Costa Rica. Inga underarter finns listade i Catalogue of Life.